# MV Fremantle Highway

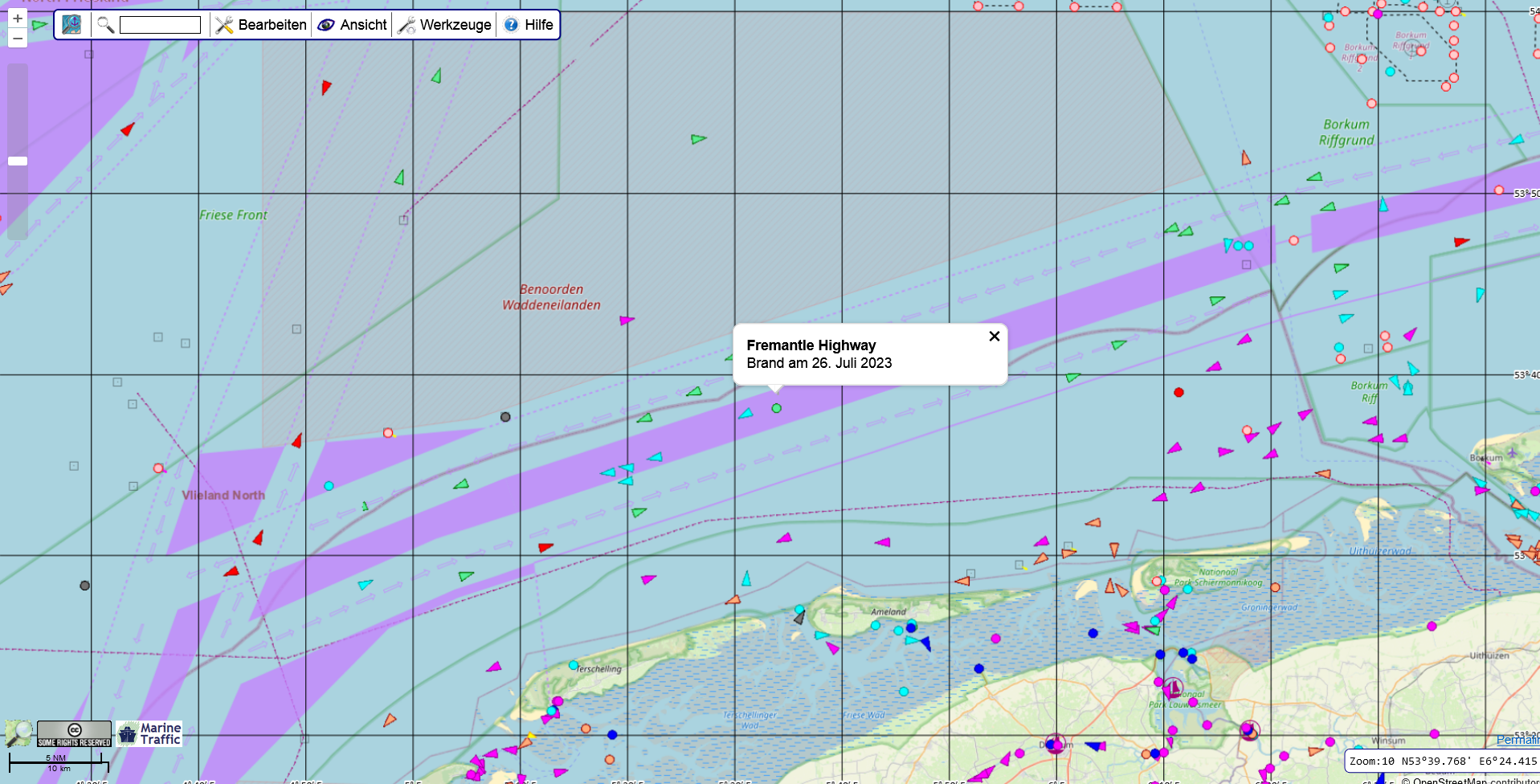
Emplacement du navire en feu le 27 juillet 2023.

Le MV Fremantle Highway est un cargo porte-conteneurs-roulier de 18 500 tonneaux construit par le chantier naval Imabari Shipbuilding. Géré par la société japonaise Wallem Shipmanagement, il est exploité par l'Ocean Network Express (anciennement K Line).
Dans la nuit du 25 juillet 2023, un incendie se déclare à bord alors qu'il navigue au large des Pays-Bas, dans une autoroute maritime fréquentée par de nombreux navires. En tentant d’éteindre un début d'incendie, l'un des 23 hommes d'équipage est décédé, les autres seront secourus peu après. Une opération de sauvetage pour empêcher son naufrage entraînant un risque de marée noire a eu lieu dans la mer des Wadden le 3 août 2023, date à laquelle le navire est remorqué jusqu'au port d’Eemshaven.

## Caractéristiques et construction
Le navire, qui mesure 199 mètres de long pour un maître-bau de 32 mètres, est propulsé par un moteur diesel 2-temps de huit cylindres Mitsubishi 8UEC60LSII d'une puissance de 12 240 kW (16 410 ch). Le moteur entraîne un arbre d'hélice. Il est également équipé de quatre générateurs diesel d'une puissance totale de 4 750 kW pour la production d'électricité. Une rampe arrière du côté tribord et une rampe latérale située approximativement à son milieu du côté tribord sont disponibles pour la manutention du fret. La rampe arrière peut être chargée jusqu'à 100 tonnes. La hauteur maximale du plafond sur les ponts des véhicules est de 5,1 mètres.
Le Fremantle Highway est construit en 2013 sous le numéro de coque 1617 au chantier naval japonais Imabari Shipbuilding. Sa quille est posée le 17 mai et il est lancé le 30 septembre et mis en service le 17 décembre 2013.

## Incendie de 2023
Le Fremantle Highway prend feu au large de la côte de l'île néerlandaise d'Ameland vers 23 h 45 (CET) le 25 juillet 2023 alors qu'il est en transit entre Bremerhaven en Allemagne, et Port-Saïd en Égypte, destination qu'il devait atteindre le 2 août 2023. Les sociétés K Line et Shoei Kisen Kaisha déclarent ensuite que le navire a pour destination Singapour et transporte environ 3 000 voitures.
L'un des 23 hommes d'équipage meurt dans l'incendie, tandis que les autres sont évacués sur un hélicoptère et un canot de sauvetage par les garde-côtes néerlandais. Tous les marins sont des ressortissants indiens ; 16 d'entre eux sont blessés. Le navire en perdition est ensuite remorqué au large des principales voies de navigation.
Selon la société allemande BLG, celle-ci a chargé 2 500 voitures et des marchandises « imposantes et lourdes » à bord au port de Bremerhaven en plus des voitures déjà chargées. Le 28 juillet, il est signalé qu'environ 500 voitures électriques sont à bord, un nombre beaucoup plus important que celui prévu à l'origine. Au total, le navire transporte 3 783 voitures neuves, comme le rapporte les médias néerlandais. En cas de feu de navire, les batteries des voitures électriques sont nettement plus difficiles à éteindre.

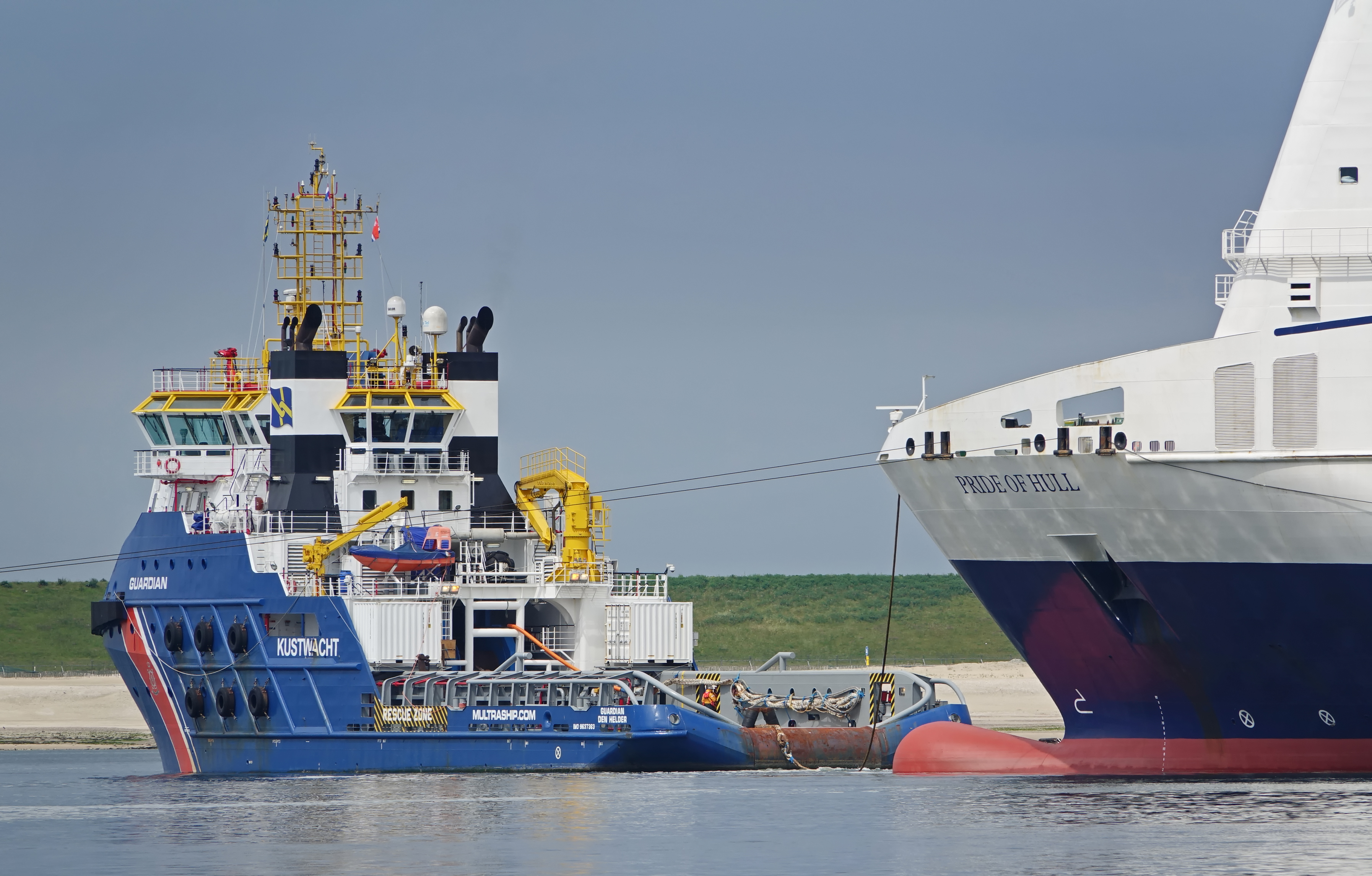
Le remorqueur lourd des garde-côtes néerlandais Guardian est l'un des premiers navires sur les lieux du sinistre.

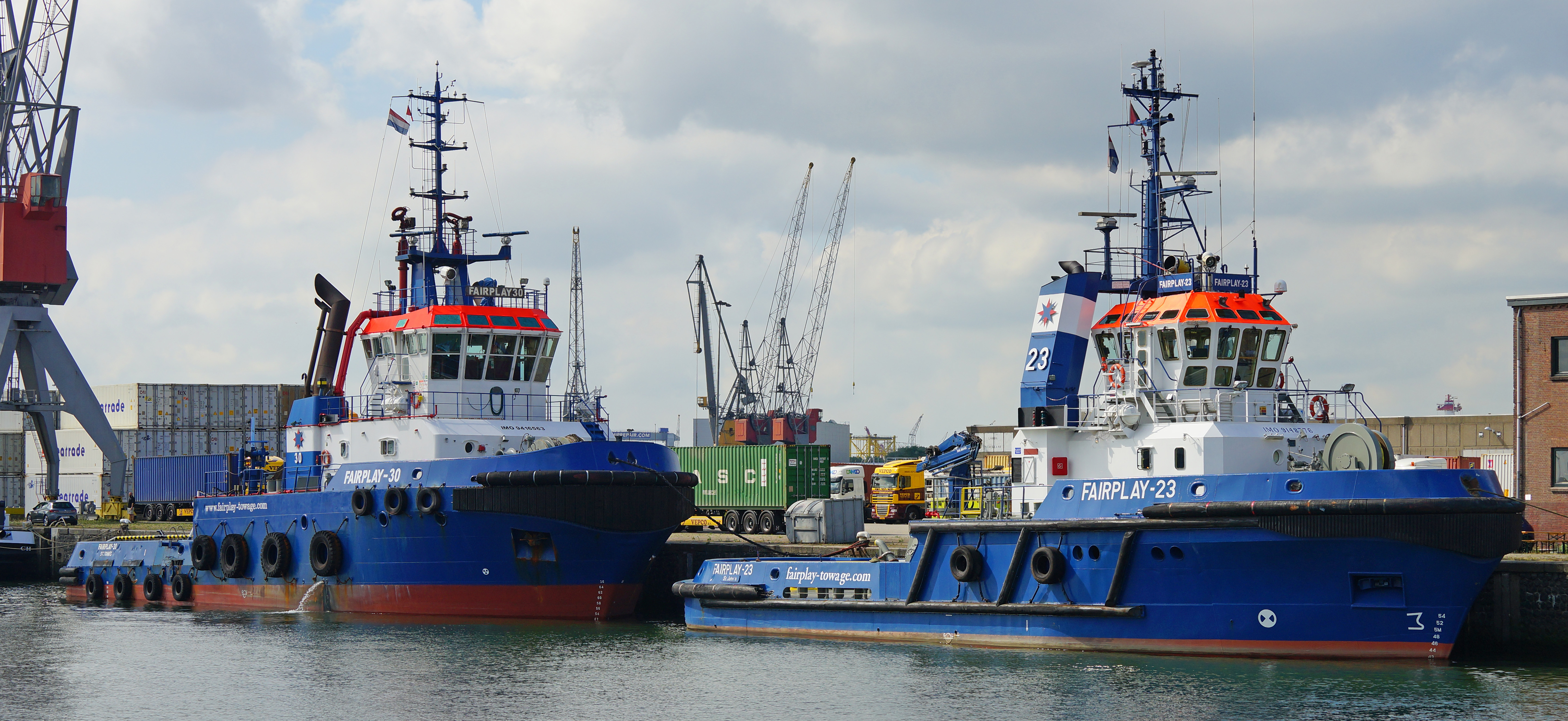
Le Fairplay-30 (à gauche) est l'un des remorqueurs présent pour le remorquage du Fremantle Highway ces derniers jours.

### Opération de sauvetage
Des remorqueurs et des pompiers néerlandais et allemands sont déployés sur le navire en feu, ainsi qu'un navire de récupération de pétrole en cas de fuite. Le navire se trouve au nord de l'île de Terschelling, entre deux routes maritimes très fréquentées vers et depuis l'Allemagne. L'opération de sauvetage est dirigée par le Rijkswaterstaat néerlandais, rejoint par les garde-côtes néerlandais et des sociétés de sauvetage sous contrat, comme Smit International et Boskalis. Le propriétaire du Fremantle Highway a engagé la société néerlandaise de transport lourd Royal Boskalis Westminster pour l'opération de sauvetage.
Le navire risquant de devenir instable en raison d'une extinction directe, seule la proue est refroidie à l'eau de mer. Une liaison de remorquage est établie le 28 juillet. Depuis le début de l'incendie, le navire n'a pas dérivé en raison de conditions favorables, le courant, la marée et le vent étant faibles dans la zone. Cependant, sa position sera modifiée par les remorqueurs Fairplay-30 et autres.
Le 29 juillet, le Fremantle Highway est remorqué au large de son poste d'amarrage à risque, à l'est de l'île de Schiermonnikoog dans la mer des Wadden. De forts vents du sud-ouest ont soufflé la fumée du cargo directement au-dessus du remorqueur. Les autorités ont alors temporairement arrêté l'opération.
Dans l'après-midi du 30 juillet, deux remorqueurs parviennent à amorcer le remorquage vers la position maritime provisoire au nord de Schiermonnikoog. Le navire doit y rester jusqu'à ce qu'un port soit trouvé. Le cargo toujours en flammes arrive à sa nouvelle position de mouillage provisoire vers midi le 31 juillet après un transport risqué le long des îles de la mer des Wadden.
Le 1er août, une équipe d'experts monte à bord et y découvre incendie limité, la coque du navire étant toujours en bon état. Dans la nuit du 1er au 2 août, le vent s'est levé, augmentant la houle, ce qui devint plus difficile pour l'équipe de sauvetage de maintenir le navire en position. Un autre câble de remorquage doit être installé le 2 août pour relier le navire aux remorqueurs par l'avant et par l'arrière. Selon le PDG de la société de sauvetage Boskalis, des forces énormes s’exercent déjà sur les hauts flancs du navire. Si le vent vient à augmenter en intensité, il y a un risque que le navire ne devienne incontrôlable. Un vent du nord-ouest est prévu pour les prochains jours, ce qui conduira le navire vers la côte, déclare Peter Berdowski de Boskalis. Le 3 août 2023 vers 5 heures du matin, le navire est remorqué jusqu'au port d'Eemshaven, qu'il atteint finalement à midi. Selon les médias locaux, le navire pourra rester sur place jusqu'au 14 octobre.

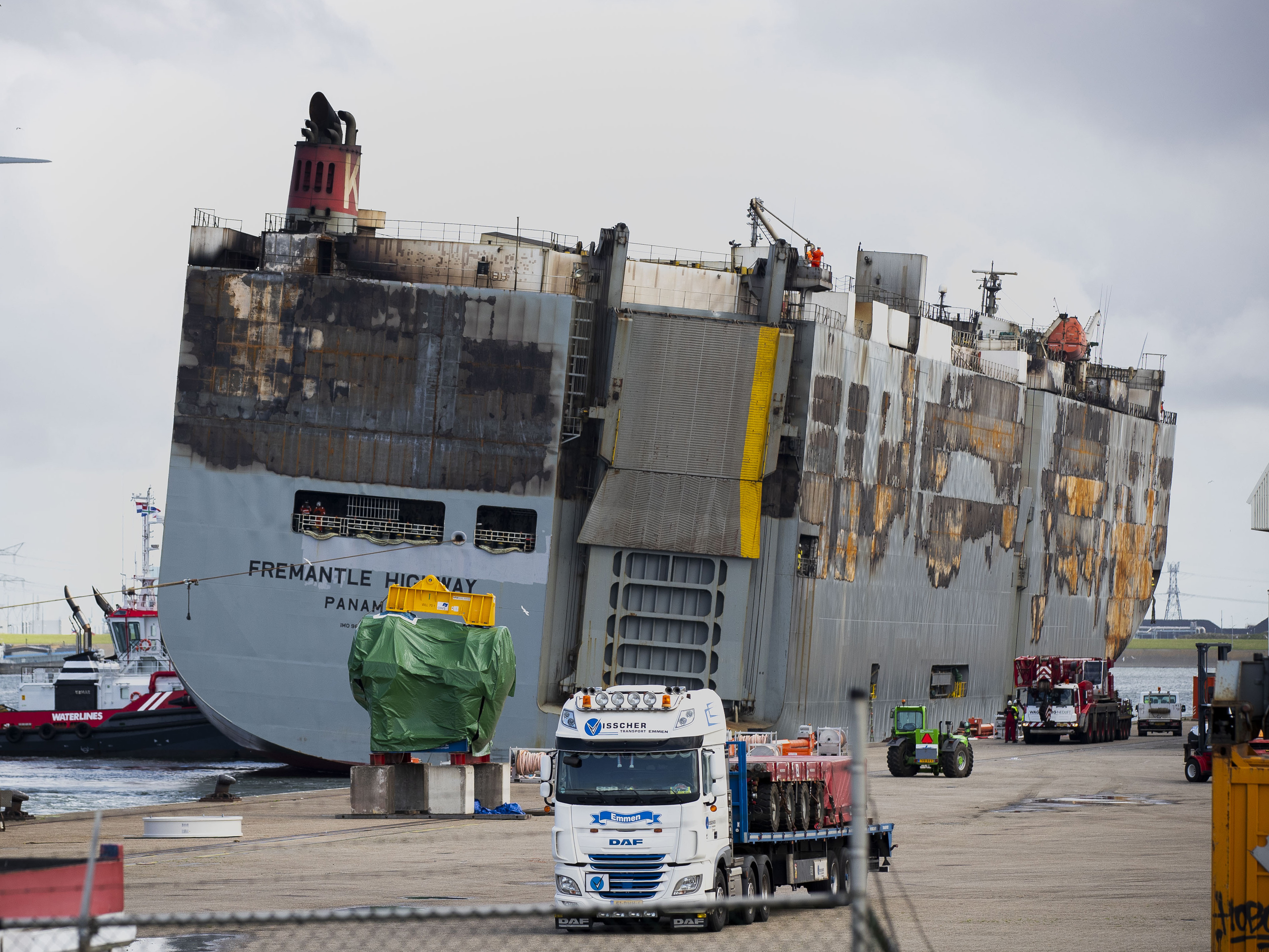
Le Fremantle Highway à Eemshaven.

### Risques environnementaux
L'incendie et le naufrage potentiel du navire auraient entraîné des dommages environnementaux, Ameland se trouvant dans la région de la mer des Wadden qui couvre les Pays-Bas, le Danemark et l'Allemagne ; il s'agit d'un site inscrit au patrimoine mondial de l'UNESCO, peuplé d'une riche diversité de plus de 10 000 espèces aquatiques et terrestres.
Selon le ministère fédéral allemand de l'environnement, 1 600 tonnes de fioul lourd (1,6 million de litres) et 200 tonnes supplémentaires de carburant diesel sont à bord au moment de l'incendie.

### Enquêtes
Un certain nombre de spéculations ont émergé selon lesquelles la batterie d'une voiture électrique aurait causé l'incendie. Cependant, la cause est encore inconnue. Les investigations doivent débuter dès l'extinction du feu.

### Réactions
Un porte-parole de l'Organisation maritime internationale (OMI) déclare que, compte tenu du nombre croissant d'incendies sur les cargos, l'OMI annoncera de nouvelles normes de sécurité en 2024 pour les navires transportant des véhicules électriques. Les lignes directrices pourraient inclure des spécifications sur la façon dont une batterie peut être chargée. L'OMI déclare que les produits chimiques pour éteindre les incendies, les couvertures anti-feu spéciales, les équipements tels que les extincteurs à jet pénétrant dans la batterie et les espaces plus grands laissés entre les véhicules électriques sur les navires pourraient également devenir obligatoires.
Christian Meyer (A90/Les Verts), ministre de l'environnement de Basse-Saxe, l'État côtier allemand, exige de meilleures normes de sécurité et environnementales pour les navires commerciaux. Les navires à haut risque ne doivent emprunter aucune route côtière et ainsi mettre en danger le parc national de la mer des Wadden. Meyer rappelle les catastrophes maritimes passées avec le MSC Zoe, au cours desquelles plusieurs conteneurs sont tombés par-dessus bord et se sont échoués à Borkum en 2019. En 1988, le Pallas fit naufrage au large de l'île allemande d'Amrum.
Les organisations allemandes Birdlife et NABU exigent de la part des autorités une protection de la mer des Wadden accrue au détriment des intérêts économiques, ajoutant que le trafic maritime devra être réorganisé et que le transport des véhicules à batterie devra s'effectuer dans le cadre de règles de transport et de protection contre les incendies beaucoup plus strictes. L'Allemagne devrait défendre activement ces réglementations auprès de l'OMI en coopération avec les Pays-Bas et le Danemark.
Souvent, les lignes maritimes traversent directement les aires marines protégées. Afin de se conformer à la stratégie de l'UE en matière de biodiversité, ce problème sera rexaminé.